# Stakes Winner 2
Stakes Winner 2 es un videojuego de hípica desarrollado por Saurus y editado por SNK en 1996 para Neo-Geo MVS y Neo-Geo AES (NGM 227). El juego también apareció para Playstation y Saturn en 1997.

## Ports
- Playstation (1997)
- Saturn (1997)